# Idioma bangala
Bangala es una lengua bantú hablada en la esquina noreste de la República Democrática del Congo, Sudán del Sur y la parte occidental extrema de Uganda. Una forma divergente de Lingala, se usa como lingua franca por personas con diferentes idiomas y rara vez como primer idioma. El número estimado de hablantes varía entre 2 y 3,5 millones. Se habla al este y noreste del área donde se habla lingala. En lingala, Bangala se traduce como "Gente de Mongala", esto significa personas que viven a lo largo del río Mongala

## Historia
A medida que el lingala se extendió hacia el este y el norte, su vocabulario fue reemplazado cada vez más por idiomas locales, y se convirtió más en una interlengua (un idioma que es una mezcla de dos o más idiomas) y se clasificó como un idioma separado - Bangala. El vocabulario varía, dependiendo del primer idioma de los hablantes.
Alrededor de la década de 1980, con la popularidad y la mayor disponibilidad del lingala en la música moderna, los jóvenes de las grandes aldeas y ciudades comenzaron a adoptar el lingala tanto que su bangala se está convirtiendo más en un dialecto que en un idioma separado.

## Características
En Bangala, las palabras para seis y siete ("motoba, sambo") se reemplazan con las palabras suajili "sita" y "saba". Muchas palabras en lingala se reemplazan por palabras en suajili, zande, otros idiomas locales, más inglés ("bilizi" se deriva de la palabra inglesa bridge) y, por supuesto, francés.
El verbo "ser" se conjuga de manera diferente en Bangala. A continuación se muestra una comparación con Lingala.
| Español        | Lingala | Bangala |
| -------------- | ------- | ------- |
| Yo soy         | nazali  | nazi    |
| Tú eres        | ozali   | ozi     |
| Él/ella es     | azali   | azi     |
| ello es        | ezali   | azi     |
| nosotros somos | tozali  | tozi    |
| vosotros sois  | bozali  | bozi    |
| ellos son      | bazali  | bazi    |

El prefijo verbal  ko- , que significa "a" en lingala, es en cambio  ku , como en suajili, por lo que "ser" en Bangala es  kusala , no  kosala. Muchas otras palabras de Bangala tienen un sonido /u/ donde Lingala tiene un sonido /o/, como  bisu  (no biso - "nosotros") y  mutu  (no moto - "persona").